# Château de Beyssat
Le château de Beyssat est un édifice situé à Maringues, en France.

## Localisation
Le château est situé sur le territoire de la commune de Maringues, dans le département du Puy-de-Dôme, en région Auvergne-Rhône-Alpes.

## Description
Le château est caractéristique des manoirs de la Limagne du XVIIIe siècle : corps allongé, avant-corps central à porte cintrée, encadrements de baies et chaînes d'angle en pierre de Volvic, combles brisés percés de lucarnes et couvrement en tuiles plates et tuiles rondes. À l'intérieur, une vaste cage d'escalier circulaire est surmontée d'un dôme polygonal. Les différentes pièces ont conservé intacts leurs aménagements et décors des XVIIIe et XIXe siècles : sols en dalles de Volvic, plafonds à solives, cheminées en marbre, parquets en damier,.
Au XIXe siècle, son parc a évolué en parc paysager, il comporte un certain nombre d'arbres remarquables.

## Historique
Le château est construit entre 1749 et 1764.
Il est inscrit aux monuments historiques par arrêté depuis le 10 septembre 2012.

## Protection
Éléments protégés : le château en totalité, y compris ses aménagements intérieurs et son parc avec son portail d'entrée et son orangerie.